# Dobbins Air Reserve Base
La Dobbins Air Reserve Base è una base aerea militare dell'United States Air Force gestita dall'Air Force Reserve Command e situata presso la città di Atlanta, in Georgia.

## Informazioni Generali
Attivata nel 1943 e intitolata al Capitano Charles Dobbins, pilota ucciso nella Seconda Guerra Mondiale.

## Unità
Attualmente l'unità ospitante è il 94th Airlift Wing.
Sono ospitate le seguenti unità:
- HQ 22nd Air Force
- 622nd Civil Engineer Group, Air Force Reserve Command